# Lac de Longemer
Le lac de Longemer est un lac de montagne du Massif des Vosges. Il est l'un des hauts lieux du tourisme vert dans le département des Vosges, sur la commune de Xonrupt-Longemer.

## Description
Le lac de Longemer est un lac de barrage morainique, donc formé par des amas rocheux à la fois fins et grossiers d'origine glaciaire, traversé par la Vologne. Il s'étire sur plus de 76 ha dans le sens de la vallée. Ses dimensions maximales sont de 1 950 m de longueur sur 550 m de largeur. Sa profondeur dépasse 30 mètres.
Aux abords immédiats du lac se trouvent quelques sommets le dominant : Le Haut de Saint-Jacques (1 138 m), le Fachepremont (1 086 m) au Sud et le Boulard (1 075 m) au Nord.

## Formation de la vallée des lacs
Au cours du quaternaire, le massif vosgien a connu des glaciations successives, mais c'est pendant la dernière phase, celle de la glaciation de Würm (80 000 à 10 000 ans av. J.-C. environ) que sont nés les trois lacs : 
- le premier, le lac de Retournemer est un lac de cirque glaciaire ;
- le deuxième, le lac de Longemer occupe un bassin dans l'ancien lit d'alluvions fluvio-glaciaires laissées par le glacier ;
- le troisième, le lac de Gérardmer est retenu par une moraine terminale bloquant définitivement la vallée vers l'aval.

## Histoire religieuse
Sur la rive ouest se trouve une petite chapelle dédiée à saint Florent, présente déjà au milieu du XVe siècle, reconstruite en 1449, tombée en ruine puis reconstruite sous le nom de Saint-Laurent des Graviers en 1727. Elle occupe la place d'un oratoire dédié à saint Barthélemy qui serait, suivant une légende, l'ermitage érigé en 1056 par le pieux ermite Bilon, ancien officier du duc Gérard Ier de Lorraine.

## Accessibilité et tourisme
La vocation touristique du lieu se traduit par la présence de plusieurs terrains de camping (13 sur la commune) et les nombreuses possibilités de promenades, pêche et autres loisirs aquatiques. C'est grâce à ses qualités tant d'accessibilités qu'halieutique que le lac de Longemer a été choisi pour accueillir certaines manches du championnat du monde de pêche à la mouche, organisé par la France, la FIPS et la FFPML en juillet 2002.
Depuis 2002, le lac et ses alentours, soit une superficie de 900 hectares, ont été classés au titre des sites remarquables pour sauvegarder de manière pérenne l’identité et la beauté du site de Longemer,.

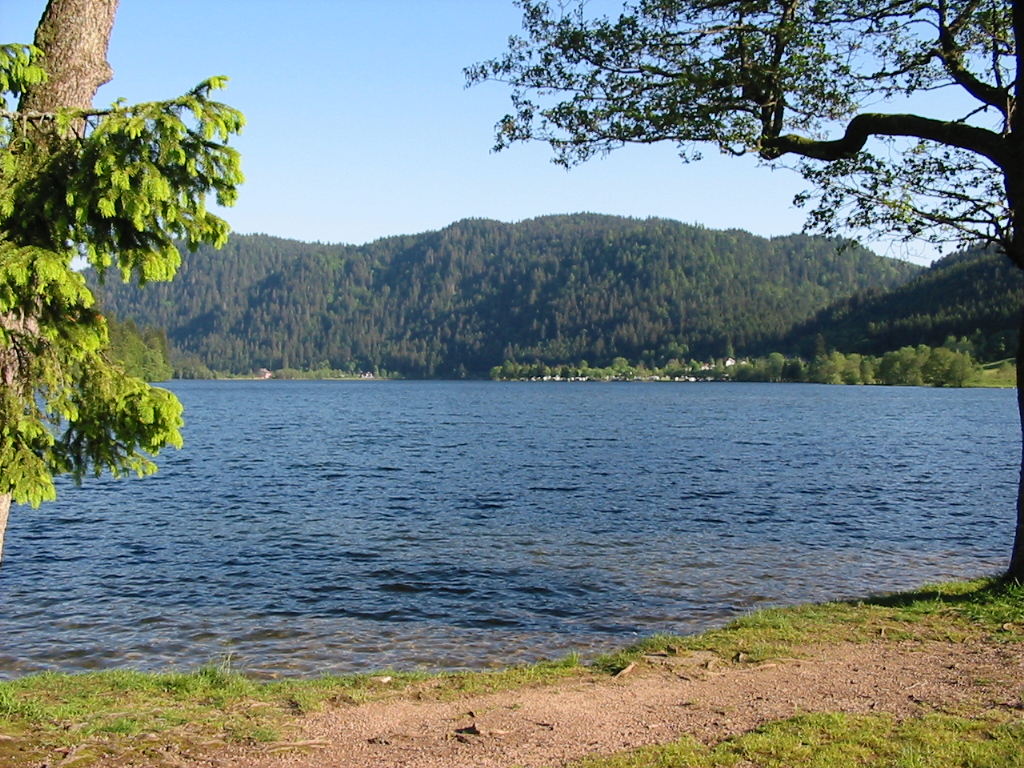
Vue du bord du lac.
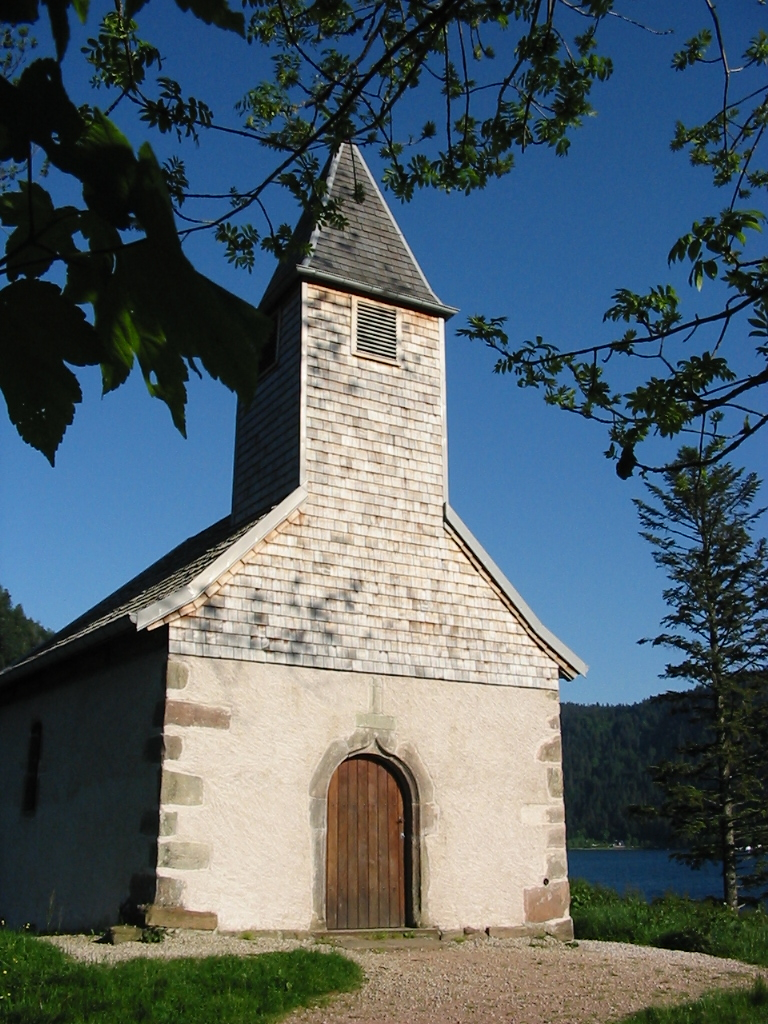
Chapelle Saint-Florent.
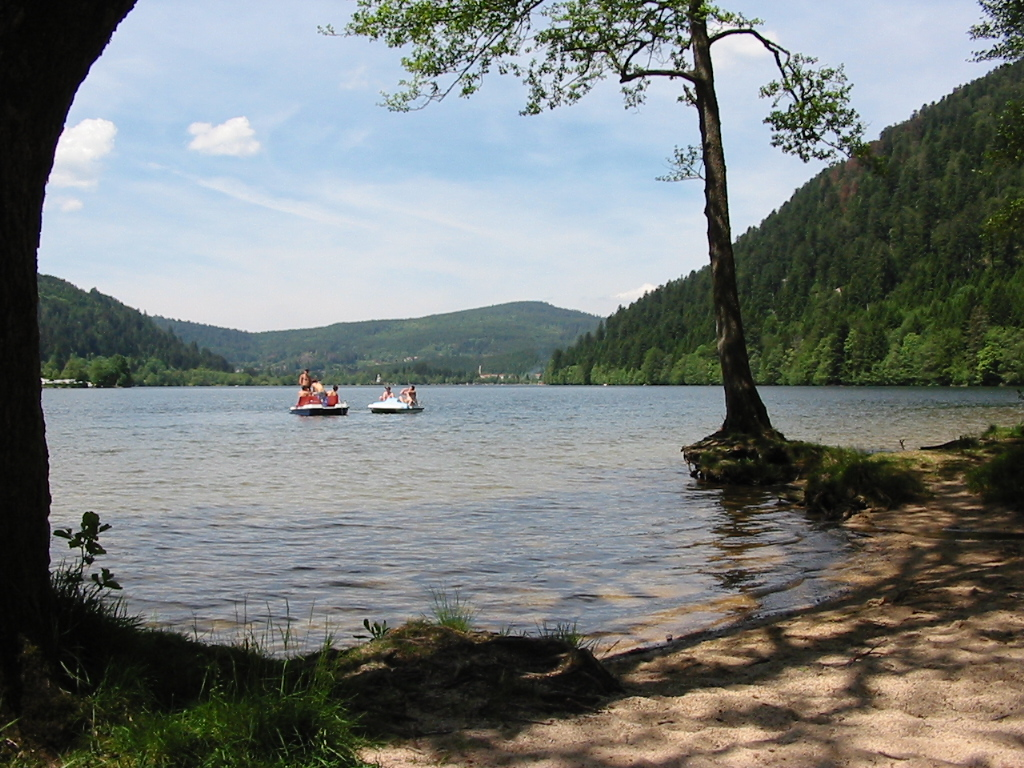
Jeux aquatiques.